# Dørns
Dørns (på sønderjysk æ dørns, på nordfrisisk: dörnsch (bø.) eller dörnsk (fe.)) var traditionelt gårdens opholdstue, som i vinteren var varmet op. Det var det sted, hvor der samles, spises og soves. I mange gårde er dørns placeret som det første rum, man kommer ind fra forstuen. Rummet var indrettet med flere alkovsenge og helt til nyere tider brugtes dørnset som soverum. På sønderjysk står ordet dørns i modsætning til pisel (eller: pesel), som var gårdens storstue. 